# Frank Craven
Frank Craven (24 de agosto de 1881 – 1 de septiembre de 1945) fue un actor teatral y cinematográfico, dramaturgo y guionista de nacionalidad estadounidense, conocido principalmente por su papel del Director de Escena en la obra teatral de Thornton Wilder Our Town.

## Biografía
Nacido en Boston, Massachusetts, Craven fue un actor de carácter, encarnando a menudo a personajes irónicos. Su primer papel cinematográfico llegó con "We Americans" (1928), actuando posteriormente en State Fair (1933), Penrod and Sam (1937), Jack London (1943), y Son of Dracula (1943), entre otros muchos filmes.  Además escribió numerosos guiones, destacando el que hizo para la película de  Stan Laurel y Oliver Hardy Sons of the Desert (1933).
En 1938 Craven interpretó al Director de Escena en la obra Our Town, representada en el circuito de Broadway, repitiendo el papel en la versión cinematográfica de 1940. Su hijo, John Craven, interpretaba en la misma a George Gibbs.
Frank Craven falleció en 1945 en Los Ángeles, California, a causa de una dolencia cardiaca, poco después de haber finalizado su última película, Colonel Effingham's Raid. Fue enterrado en el Cementerio Kensico de Valhalla (Nueva York).